# علما (لبنان)
علما هي بلدة لبنانية تقع في محافظة الشمال، قضاء زغرتا، وترتفع عن مستوى سطح البحر 300م.
تبلغ مساحتها 6000 كلم2 ويبلغ عدد سكانها حوالي 5000 نسمة.
يتألف مجلس بلديتها من 12 عضواً .

## مصدر
- وزارة الداخلية اللبنانية نسخة محفوظة 20 أغسطس 2008 على موقع واي باك مشين.